# Кухня Лесото

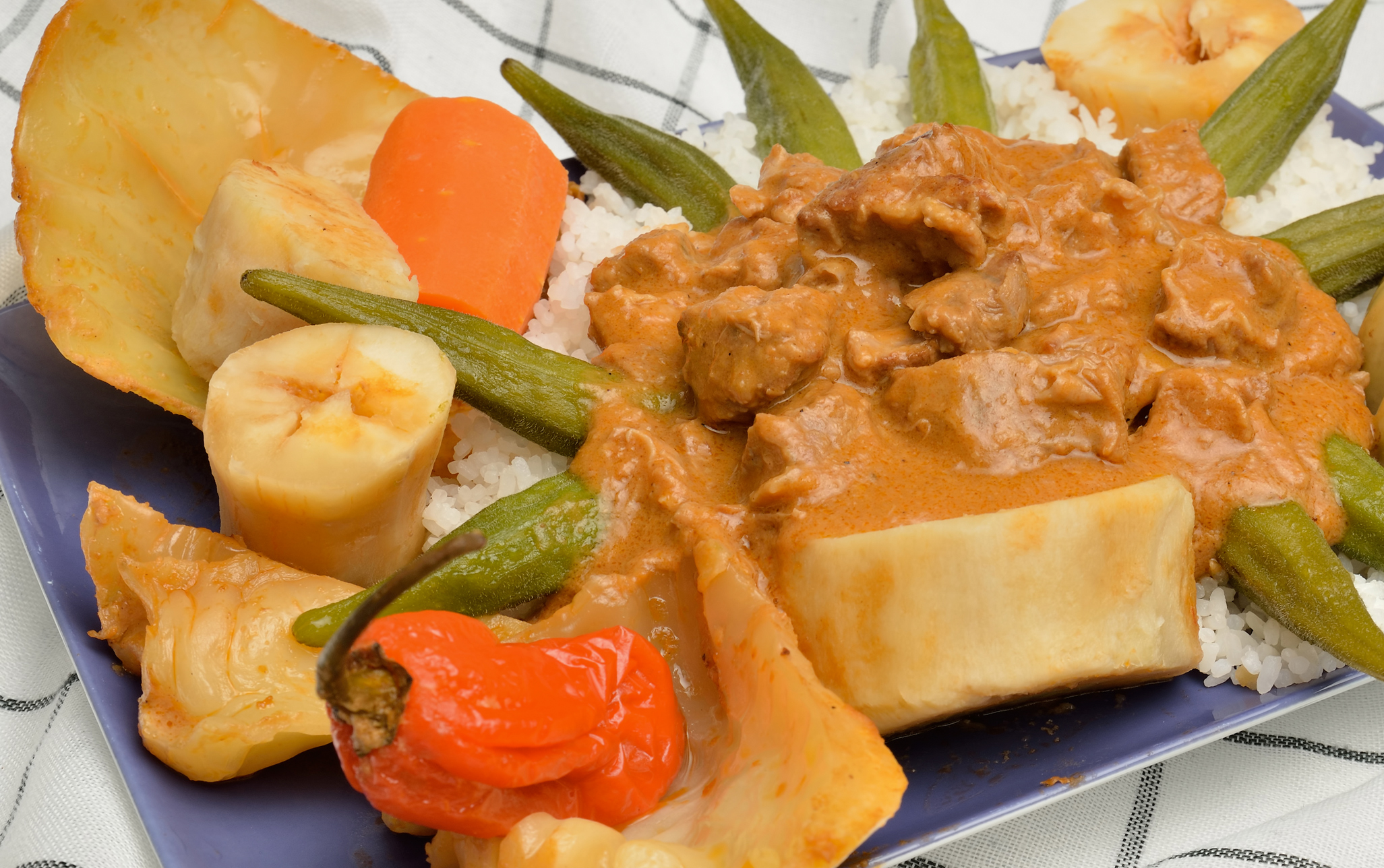
Маафе – африканське стью з бичачих хвостів

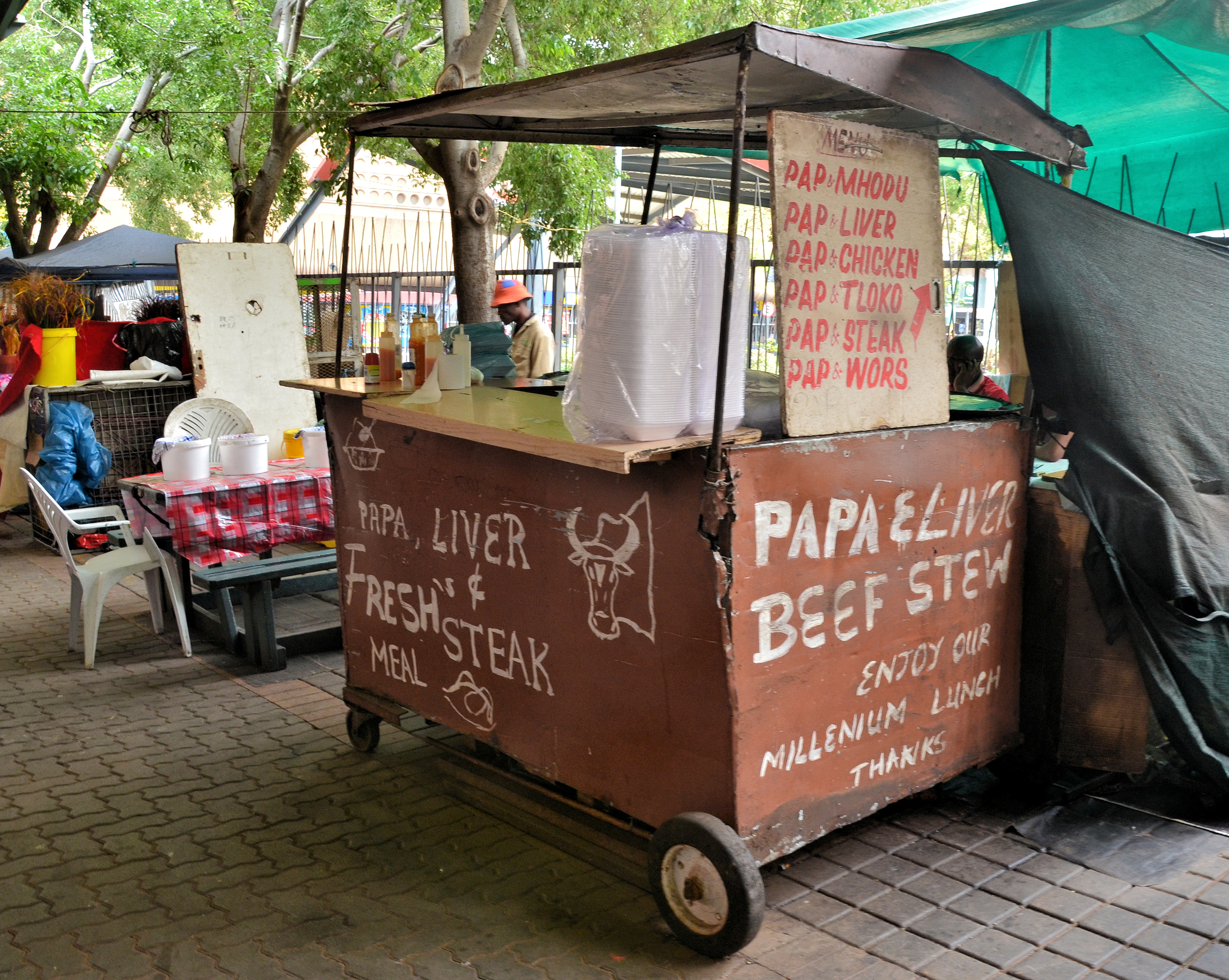
Вуличний візок із характерними для південної Африки стравами

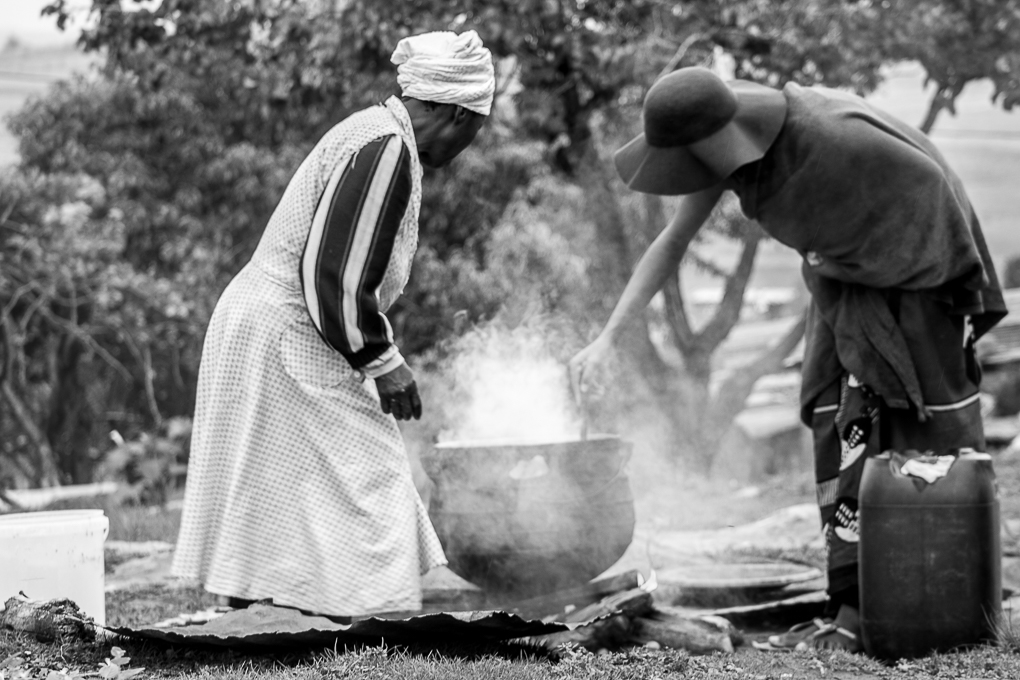
Жінки готують їжу

Кухня басуто (народу Лесото) заснована на африканських кулінарних традиціях, також із британським впливом. Лесото оточене Південною Африкою і має спільні кулінарні традиції зі своїм сусідом.
Лесотійські страви включають likhobe — стью з квасолею, ягодами та сорго. До страв на основі кукурудзи відносяться papa, ферментована каша ting, яку готують на пару буханки, звана як leqebekoane. Motoho — каша з ферментованого сорго.
На свята готують курку, також поширене смажене на вугіллі м'ясо тварин, як домашніх (бик, коза), так і диких (страус, крокодил, дикобраз). 
Кухня басуто включає соуси, зазвичай, менш гострі, ніж в інших африканських країнах. Салати з листя буряка та моркви – поширені гарніри .
У країні зустрічаються британські десерти.
Інші традиційні страви включають:
- Стью з бичачих хвостів [1]
- Карі [1]
- Кебаби [1]

## Напої
- Імбирне пиво [1]
- Місцеве пиво joale [1]
- Мотохо (ферментована каша) [1]
- Чай ройбуш
- Кисле молоко